# Dinu Poștarencu
Dinu Poștarencu (n. 1952, Varnița, URSS) este autor al unei serii de studii consacrate istoriei Basarabiei din perioada țaristă, istoriei localităților, vieții și activității unor personalități basarabene.
Domenii de cercetare: istoria modernă a Basarabiei, istoria localităților și genealogia.

## Biografie
S-a născut la 30 august 1952, în satul Varnița din preajma orașului Bender (Tighina). Și-a făcut studiile la Școala de 8 ani din satul natal (1959–1967), Școala-internat nr. 1 din Tighina (1967–1969) și la Facultatea de Geografie a Universității din Tiraspol (1969–1974). 
Cercetător științific la Muzeul de Istorie și Studiere a Ținutului Natal din Tighina în perioada1987–1991. 
Centrul Național de Studii Literare și Muzeografie M. Kogălniceanu de pe lângă Uniunea Scriitorilor din Moldova în perioada 1991–1996.  
Institutul de Istorie al Academiei de Științe a Moldovei din martie 1995  

## Funcție
Cercetător științific-coordonator la Institutul de Istorie al Academieie de Științe a Republicii Moldova

## Titluri științifice
Doctor în istorie (2010). 
Conferențiar cercetător (2013)

## Memoriu de lucrări

### Cărți
1. Варницкий плацдарм, Chișinău, Editura Cartea Moldovenească, 1990, 104 p.
2. Istoria satului Varnița, Chișinău, Editura Universitas, 1992, 72 p.
3. Din istoria Tighinei, Chișinău, Editura Universitas, 1992, 150 p.
4. Mănăstirea Noul Neamț, Chișinău, Editura Universitas, 1994, 66 p.
5. Domnia lui Alexandru cel Bun, Chișinău, Editura Universitas, 1994, 64 p.
6. Sălcuța. Istoria satului. Județul Tighina. Documente, Chișinău, 1997, 169 p.
7. O istorie a Basarabiei în date și documente, Chișinău, Editura Cartier, 1998, 219 p. Desemnată drept cea mai bună carte la compartimentul „Pagini de istorie“ în cadrul Salonului Național de Carte, Chișinău, Ediția a VII-a, 1998.
8. Străzile Chișinăului. Denumiri vechi și actuale, Chișinău, Editura Civitas, 1998, 16 p.
9. Poșta Moldovei. File de istorie. Post in Moldova, Chișinău, Editura Civitas, 2000, 96 p. (în limbile română și engleză).
10. Istoria satului Sadâc, Chișinău, Editura Cartdidact, 2001, 224 p.
11. Biserica Sfântul Ierarh Nicolae din Chișinău, Chișinău, 2002, 16 p.
12. Pănășești. File de istorie, Chișinău, 2002, 287 p.
13. Istoria satului Bașcalia, Chișinău, Editura Gunivas, 2004, 224 p.
14. Contribuții la istoria modernă a Basarabiei, Chișinău, 2005, vol. I, 56 p.
15. Varnița. Itinerar istoric, Chișinău, 2005, 384 p.
16. Anexarea Basarabiei la Imperiul Rus, Chișinău, Editura Prut-Internațional, 2006, 304 p.
17. Baraboi, un sat din valea Răutului de Sus, Chișinău, 2007, 184 p.
18. Spitalul de tuberculoză din Vorniceni. Secvențe istorice, Chișinău, 2008, 112 p.
19. Contribuții la istoria modernă a Basarabiei, Chișinău, 2009, vol. II, 136 p.
20. Destinul românilor basarabeni sub dominația țaristă, Chișinău, 2012, 546 p.
21. Vertiujeni, un sat din valea Nistrului, Chișinău, 2013, 232 p.
22. Zgurița. Trecut și prezent, Chișinău, 2015, 296 p.
23. Basarabia în anii Primului Război Mondial, Chișinău, Editura Lexon Prim, 2019, 516 p.
24. Harta Moldovei a lui Dimitrie Cantemir, Chișinău, Editura Lexon Prim, 2020, 16 p.; Harta Moldovei a lui Dimitrie Cantemir (89,5 X 68 cm), editată separat, în baza licenței eliberate de Biblioteca Britanică (British Library) din Londra, nr. BL5902900.

### Documente. Coordonări de ediții
1. Chișinăul în 1941. Ediție îngrijită de Dinu Poștarencu, Chișinău, Editura Museum, 1996, 78 p.
2. Documente din Fondul Arhiva senatorilor de la Chișinău (1806–1812), în „Revista istorică“, București, Serie nouă, tomul XIV, 2003, nr. 5–6, p. 243–257.
3. O pagină din istoria Basarabiei. Sfatul Țării (1917–1918). Ediție îngrijită, studiu introductiv și selecția imaginilor de Ion Negrei și Dinu Poștarencu, Chișinău, Editura Prut-Internațional, 2004, 288 p.
4. Documente referitoare la administrarea Basarabiei de către guvernatorul civil Scarlat Sturza, în ,,Revista de istorie a Moldovei“, Chișinău, 2007, nr. 3, p. 92–102.
5. Date statistice referitoare la Principatul Moldovei din anii 1808–1812, în „Archiva Moldaviae“, Iași, 2010, vol. II, p. 193–223.
6. Iorgu Tudor memorialist, în „Revista de istorie a Moldovei“, Chișinău, 2011, nr. 1–2, p. 150–167.
7. Rapoarte și note despre infracțiunile comise de militarii ruși pe teritoriul României și starea de spirit a armatei române (octombrie 1916 – începutul anului 1917), în „Analele științifice ale Universității Alexandru Ioan Cuza din Iași“ (Serie nouă), Istorie, tom LXIV/2018, Număr special/Special issue, Iași, Editura Universității „Alexandru Ioan Cuza“ din Iași, p. 77–112.
8. Frontul românesc (1916–1917). Documente, în „Analele Bucovinei“, anul XXVI, 2019, nr. 1 (52), p. 247–268; 2019, nr. 2 (53), p. 627–643.
9. Frontul Românesc (1916–1917). Culegere de documente, Ediție de Dinu Poștarencu, București, Editura Militară, 2020, 347 p.
10. Gheorghe I. Năstase, Studii și articole istorico-geografice, Ediție îngrijită de Dinu Poștarencu, Întreprinderea Editorial-Poligrafică Știința, Chișinău, 2021, 452 p. (Colecția Memoriile Basarabiei).

### Colaborare
1. Neamul Cantemireștilor. Bibliografie. Coordonator: academician Andrei Eșanu. Alcătuitori: Andrei Eșanu, Igor Cereteu, Valentina Eșanu, Dinu Poștarencu, Maria Poștarencu, Chișinău, Editura Pontos, 2010, 388 p.
2. Sângerei: oameni, istorie, spiritualitate. Autori: Anatol Eremia, Vitalie Ciobanu, Alexandru Furtună, Viorica Răileanu, Albina Dumbrăveanu, Vasile Pavel, Nicolae Băieșu, Dinu Poștarencu. Coordonatori și redactori științifici: Gheorghe Duca, Ion Hadârcă, Chișinău, 2012, 320 p.
3. Victor Mocanu, Dinu Poștarencu, Cărpineni, un sat din valea Lăpușnei, Chișinău, 2014, 444 p.
4. Gheorghe Negru, Dinu Poștarencu, O pledoarie publică a unor preoți basarabeni pentru reintroducerea predării limbii române în școlile teologice (1883), în ,,Destin românesc“, 2017, nr. 1–2, p. 120–149.
5. Dinu Poștarencu, Alexandru Tomșa, Prima atestare a fotbalului în Chișinău, în „Identitățile Chișinăului“. Ediția a V-a: Orașul interbelic, Chișinău, Editura Arc, 2020, p. 272–273.

### Studii și articole
1. Carol al XII-lea la Varnița, în „Revistă de istorie a Moldovei“, Chișinău, 1991, nr. 3, p. 68–72. Variantă revăzută și adăugită, cu titlul „Refugiul regelui Carol al XII-lea la Varnița“, publicată în ,,Situl istoric Tabăra regelui Suediei Carol al XII-lea de la Varnița. Restaurarea memoriei = Historic site Camp of king Charles XII of Sweden at Varnița. Recovery of the memory“, Chișinău, Muzeul Național de Istorie a Moldovei, 2017, p. 57–69.
2. Cetatea Tighina, în ,,Patrimoniu“, Chișinău, 1991, nr. 2, p. 13–31.
3. Două erori referitoare la istoria Tighinei, în „Cugetul“, Chișinău, 1991, nr. 3, p. 50–53.
4. Și totuși, Bender sau Tighina?, în „Cugetul“, Chișinău, 1991, nr. 5–6, p. 43–47.
5. Aducerea în țară a osemintelor lui D. Cantemir, în „Revistă de lingvistică și știință literară“, Chișinău, 1993, nr. 2, p. 103–105.
6. Dimitrie Cantemir. Familia, în „Basarabia“, Chișinău, 1993, nr. 10, p. 160–171.
7. Politica țaristă de deznaționalizare a administrației Basarabiei, în „Destin românesc“, 1994, nr. 4, p. 70–77.
8. Antioh Cantemir – un Boileau al Nordului, în „Basarabia“, Chișinău, 1995, nr. 1, p. 70–76. Publicat cu titlul Dimitrie Cantemir. Familia (II), în „Basarabia“, Chișinău, 1996, nr. 9–10, p. 72–82.
9. Întemeierea satului Volintiri, în „Revistă de istorie a Moldovei“, Chișinău, 1995, nr. 3-4, p. 100–102.
10. Cu privire la genealogia Cantemireștilor, în „Revistă de lingvistică și știință literară“, Chișinău, 1996, nr. 2, p. 93–95.
11. Prima mențiune documentară a satului Hirova, în „Revistă de istorie a Moldovei“, Chișinău, 1996, nr. 3, p. 102–103.
12. Date noi privind biografiile lui Paul Gore și Nicolae N. Alexandri, în „Știința“, Chișinău, 1996, nr. 12, p. 16.
13. Prima mențiune documentară despre satul Copceac din raionul Ștefan-Vodă, în „Revistă de istorie a Moldovei“, Chișinău, 1997, nr. 1–2, p. 138–141.
14. Din istoria satelor Buțeni și Pănășești, în „Revista de istorie a Moldovei“, Chișinău, 1998, nr. 1–2, p. 106–112.
15. Un caz discutabil?, în „Limba română“, Chișinău, 1998, nr. 1–2, p. 91–92. Titlul articolului a fost formulat de către redacția revistei respective, fără acordul autorului.
16. Precizări privind primele mențiuni documentare ale localităților: Briceni, Dominteni, Dondușeni, Drochia, Fântânița, Frasin, Horodiște, Milești, Ocnița, Pelinia, Valea lui Vlad, Ciocâlteni, în „Revista de istorie a Moldovei“, Chișinău, 1999, nr. 1–2, p. 84–91.
17. Aspecte privind retrocedarea sudului Basarabiei către Principatul Moldovei la 1856–1857, în „Destin românesc“, 1999, nr. 2, p. 75–80.
18. Diploma de la Luțk, în „Destin românesc“, 1999, nr. 3, p. 29–35.
19. Emanuil Gavriliță: 90 de ani de la moarte (Contribuții biografice), în „Destin românesc“, 2000, nr. 1, p. 49–54.
20. Polihronie Sârcu (1852–1905). Cu privire la anul nașterii, în „Cugetul“, Chișinău, 2000, nr. 2, p. 62–63.
21. Telecomunicațiile în Basarabia la începutul secolului XX, în ,,Telecomunicații“, Chișinău, 2000, nr. 1, p. 12–13.
22. Desemnarea târgului Chișinău, la 1812, în calitate de centru administrativ al Basarabiei, în „Cugetul“, Chișinău, 2000, nr. 3, p. 33–37.
23. Prezentare retrospectivă, în ,,Județul Chișinău. Realizări și perspective“, Chișinău, Editura Civitas, 2000, p. 12–15.
24. Prima mențiune documentară a satului Sadâc, în ,,Revista de istorie a Moldovei“, Chișinău, 2000, nr. 3–4, p. 111–116.
25. Cărți poștale românești tipărite la Odesa în 1917, în ,,Meridian filatelic“, Chișinău, 2000, nr. 5–6, p. 63–64.
26. Trecerea armatelor rusești pe la Soroca în 1711, în „Tyragetia“, Chișinău, 2001, anuarul X, p. 131–134 (Muzeul Național de Istorie a Moldovei).
27. Memorialistul basarabean Teodor Vârnav (200 de ani de la naștere), în „Destin românesc“, 2001, nr. 3, p. 77–83.
28. Dimitrie Cantemir la Sankt Petersburg, în ,,Revista de istorie a Moldovei“, Chișinău, 2001, nr. 1–4, p. 76–79.
29. Prima mențiune documentară a satului Bașcalia, în „Pergament“, Chișinău, 2000–2001, nr. III–IV, p. 142–145.
30. Date biografice referitoare la familia Petrino, în „Basarabia“, Chișinău, 2002, nr. 1–2, p. 177–184.
31. Instituția rezidentului plenipotențiar al Basarabiei, în „Tyragetia“, Chișinău, 2002, anuarul XI, p. 161–164.
32. Precizări și completări la biografiile unor personalități basarabene, în „Cugetul“, Chișinău, 2002, nr. 1 (13), p. 64–69.
33. Un nou studiu despre Basarabia (recenzie), în „Revista de istorie a Moldovei“, Chișinău, 2002, nr. 1–2, p. 101–102.
34. O colecție de documente referitoare la Basarabia (recenzie), în „Revista de istorie a Moldovei“, Chișinău, 2002, nr. 1–2, p. 103–104.
35. Costache Negruzzi vizitând Basarabia la 1857, în „Viața Basarabiei“, Chișinău, 2002, nr. 3, p. 191–192.
36. Materiale referitoare la istoria ținutului natal, publicate în paginile revistei Кишиневские епархальные ведомости, în „Cugetul“, Chișinău, 2002, nr. 3–4, p. 70–77.
37. O tentativă de a introduce în Basarabia studierea dreptului local, în „Revista de drept privat“, Chișinău, 2002, nr. 3, p. 122–127.
38. Completări și precizări la biografiile lui Victor Crăsescu și Sergiu Victor Cujbă, în „Viața Basarabiei“, Chișinău, 2002, nr. 4, p. 220–221.
39. Exodul populației peste Prut după anexarea Basarabiei la Imperiul Rus, în „Revista de istorie a Moldovei“, Chișinău, 2003, nr. 1–2, p. 93–99.
40. Precizări și completări la biografiile unor membri ai Sfatului Țării, în „Tyragetia“, Chișinău, 2003, anuarul XII, p. 187–191.
41. Populația urbană a Basarabiei: recensământul din 1897, în „Destin românesc“, 2003, nr. 1, p. 104–113.
42. Matei Donici. Precizări biografice, în „Destin românesc“, 2003, nr. 2, p. 65–67.
43. Înființarea Eparhiei Chișinăului și Hotinului, în „Cugetul“, Chișinău, 2003, nr. 2, p. 6–12.
44. Lazăr Asachi în serviciul Rusiei, în „Viața Basarabiei“, Chișinău, 2003, nr. 3, p. 213–215.
45. Postul de radio Basarabia, în „Cugetul“, Chișinău, 2003, nr. 4, p. 22–25; Idem, în „Jurnalism și comunicare“, București, 2004, nr. 4 (9), p. 105–107.
46. Procesul intentat fără temei de către autoritățile ruse împotriva proprietarilor de moșii din fosta fâșie a „celor 2 ceasuri“, în „In memoriam professoris Mihail Muntean“, Chișinău, Editura Cartdidact, 2003, p. 32–39.
47. Gheorghe Gore (date biografice), în „Paul Gore. Omul și opera“, Chișinău, 2003, p. 61–64.
48. Constituirea cooperativelor agricole în Basarabia, în „Pergament“, Chișinău, 2002–2003, nr. V–VI, p. 56–70.
49. Menținerea legilor românești în județul Ismail în anii 1878–1918, în ,,Caiete de istorie“, Chișinău, 2003, nr. 9, p. 19–21.
50. O tentativă de ciopârțire a Basarabiei, în „Cugetul“, Chișinău, 2004, nr. 2, p. 73–74.
51. Un istoric basarabean: Nicolae Lașcov, în „Tyragetia“, Chișinău, 2004, anuarul XIII, p. 245–248.
52. Constantin Popescu acuzat de cenzura țaristă, în „Viața Basarabiei“, Chișinău, anul 3, 2004, nr. 2, p. 221–224.
53. Retrospectivă istorică, în „120 de ani la straja sănătății tinerei generații“, Chișinău, Editura Grafema Libris, 2004, p. 17–31.
54. Componența etnică și nivelul de instruire al populației urbane din Basarabia, în „Revista de istorie a Moldovei“, Chișinău, 2004, nr. 3, p. 44–58.
55. Activitatea lui Ștefan Ciobanu în anii 1917–1918, în „Cugetul“, Chișinău, 2005, nr. 1, p. 75–76.
56. Structura profesională a populației Basarabiei conform recensământului din 1897, în „Tyragetia“, Chișinău, 2005, anuarul XIV, p. 190–197.
57. Pantelimon Sinadino, în „Cugetul“, Chișinău, 2005, nr. 3, p. 73–76.
58. Componența socială, confesională și după sex a populației urbane a Basarabiei (1850–1917), în „Revista de istorie a Moldovei“, Chișinău, 2005, nr. 4, p. 5–24.
59. Ținutul Hotin în perioada 1812–1818, în „Glasul Bucovinei“, 2006, nr. 2, p. 7–22.
60. Scarlat Sturza, în „Revista de istorie a Moldovei“, Chișinău, 2006, nr. 1–2, p. 76–82.
61. Numărul populației Basarabiei la 1812, în ,,Destin românesc“, 2006, nr. 2, p. 25–37.
62. Neamul Stroescu din Basarabia, în „Tyragetia“, Chișinău, 2006, anuar XV, p. 321–329 (publicat parțial și în „Caiete de istorie“, Chișinău, 2006, nr. 14, p. 1–2, cu titlul Vasile Stroescu. O scurtă biografie).
63. Vladimir Cristi, în ,,Destin românesc“, 2006, nr. 3–4, p. 211–219.
64. Primele mențiuni documentare ale localităților Anenii Noi, Baraboi, Cărpineni, Hansca, Hincăuți, Puhoi, Săiți, Ștefan Vodă și Tartaul de Salcie, în „Revista de istorie a Moldovei“, Chișinău, 2006, nr. 3–4, p. 85–93.
65. Spitalul Clinic Republican pentru Copii Emilian Goțaga, în ,,Pergament“, Chișinău, 2006, nr. IX, p. 45–51.
66. Structura socială și etnică a populației Basarabiei în primii ani după anexarea la Imperiul Rus, în ,,Studia in honorem Pavel Cocârlă. Studii de istorie medie și modernă“, Chișinău, Editura Cartdidact, 2006, p. 207–220.
67. Mihail Ozmidov, primul arhitect și inginer cadastral al Basarabiei din perioada țaristă, în „Tyragetia“, Serie nouă, Chișinău, 2007, vol. I [XVI], nr. 2, p. 257–258.
68. Rolul refugiaților bucovineni, regățeni și transilvăneni în deșteptarea națională a românilor basarabeni în anii 1917–1918, în ,,Romulus Cioflec – un ardelean pe drumurile lumii“, Sf. Gheorghe, Editura Arcuș, 2007, p. 67–73.
69. Constantin Brăescu, în ,,Destin românesc“, 2007, nr. 1–2, p. 152–159; Constantin Brăescu (21.I.1873 – 15.III.1928), ministru de război și marină al Republicii Democratice Moldovenești, în ,,Revista militară“, Chișinău, 2015, nr. 1, p. 89–94.
70. Versiunea în română a Buletinului Eparhiei Chișinăului (1867–1871), în ,,Revista română de istoria presei“, București, 2007, nr. 2, p. 29–30; Idem, în „Analele ATIC“, 2007–2008, Chișinău, 2009, vol. II (XIII), p. 197–201.
71. Simion Murafa, în ,,Destin românesc“, 2007, nr. 3–4, p. 103–114.
72. Neamul Doliwa-Dobrowolski din Basarabia, în ,,Analecta catholica“, Chișinău, 2007, vol. III, p. 407–412.
73. The Brothers Teodor and Anastasie Ciufli from Bessarabia, în „Ο Ελληνικός κόσμος ανάμεσα στην εποχή του Διαφωτισμού και στον εικοστό αιώνα“, Aθήvα, 2007, vol. 3, p. 83–89.
74. Activitatea publicistică a lui Gheorghe Tudor în perioada țaristă, în ,,Presa scrie istoria. Primul simpozion național de jurnalism, 11–12 mai 2006, Chișinău“, Volum coordonat de Maria Danilov și C. Manolache, Chișinău-Ploiești, Editura Libertas, 2008, p. 112–115.
75. Trecerea orașului Soroca din proprietatea privată în cea a statului, în „Tyragetia“, Serie nouă, Chișinău, 2008, vol. II [XVII], nr. 2, p. 195–198.
76. Proprietăți funciare din stânga Prutului deținute de Episcopia Hușilor după 1812, în ,,Prutul“, Huși, 2008, nr. 2 (44), p. 1, 3–4; Reprodus în: Ștefan Plugaru, Teodor Candu, Episcopia Hușilor și Basarabia (1598–1949), Iași, Editura PIM, 2009, p. 89–96.
77. Cronica protestelor și revendicărilor populației din Basarabia (1812–1828), în ,,Destin românesc“, 2008, nr. 1, p. 141–142.
78. Activitatea Comisiei Școlare Moldovenești de pe lângă Zemstva Gubernială a Basarabiei (1917–1918), în „Românii din afara granițelor țării. Iași-Chișinău: legături istorice“, Iași, 2008, p. 219–241; Idem, în ,,Destin românesc“, 2008, nr. 2–3, p. 38–58.
79. Privire sumară asupra organizării sanitare a Basarabiei în perioada țaristă, în „Materialele Congresului VI al igieniștilor, epidemiologilor și microbiologilor din Republica Moldova. 23–24 octombrie 2008. Igiena“, Chișinău, 2008, vol. I, p. 262–274.
80. Ingerința Rusiei în viața ecleziastică a Principatelor Române, în „Transilvania“, Sibiu, 2008, nr. 7, p. 67–70.
81 Raporturile dintre Cantemirești și Constantin Brâncoveanu, în ,,Pergament“, Chișinău, 2007–2008, nr. X–XI, p. 120–126.
82. Refugierea susținătorilor lui Dimitrie Cantemir în Rusia, în ,,Maluri de Prut“, Huși, decembrie 2008, nr. 1, p. 12–14.
83. Dimitrie Cantemir la Moscova, în ,,Maluri de Prut“ (Huși), decembrie 2008, nr. 1, p. 14–15.
84. Informații despre prizonierii români din perioada I Război Mondial în paginile ziarului chișinăuean Cuvânt moldovenesc, în „Frontierele spațiului românesc în context european“, Oradea-Chișinău, 2008, p. 344–348.
85. Труд Иона Пеливана об Александре Котруцэ, în „Материалы научной конференции Земское движение на юге России во второй половине XIX – начале XX вв., посвященной 180-летию А.М. Котруцэ (1828–1905)“. Санкт-Петербург, 15 ноября 2009г., Санкт-Петербург, 2008, p. 33–39.
86. Structura etnică a populației Basarabiei în perioada țaristă, în ,,Destin românesc“, 2008, nr. 4, p. 121–136; 2009, nr. 3 p. 65–78; 2009, nr. 4, p. 96–111.
87. Un proiect al decembriștilor de anexare a Principatului Moldovei la Imperiul Rus, în ,,Destin românesc“, 2009, nr. 1, p. 74–78. Publicat cu titlul Principatul Moldovei în vizorul decembriștilor, în „Transilvania“, Sibiu, 2009, nr. 7, p. 21–23; Idem, în revista „Agero“ (Stuttgart), http://www.agero-stuttgart; The Principality of Moldova seen by the Decembrists, în „Revue des Études Sud-Est Européennes“, București, 2010, tome XLVIII, nr. 1–4, p. 255–258.
88. O lucrare despre enigmele Războiului ruso-otoman din 1710–1711, în ,,Maluri de Prut“, Huși, iulie 2009, nr. 2, p. 6–7; Ibidem, în „History & Politics“, Chișinău, 2011, nr. 2, p. 193–195.
89. Organizarea administrativ-teritorială a Basarabiei în perioada țaristă, în „Tyragetia“, Serie nouă, 2009, vol. III [XVIII], nr. 2, p. 203–212; Idem, în „Localitățile Republicii Moldova“, Chișinău, 2012, vol. 10, p. 9–20.
90. O monografie despre zemstva Basarabiei, în „Revista de istorie a Moldovei“, Chișinău, 2009, nr. 2–3, p. 251–252.
91. Comitetul Provizoriu Regional al Basarabiei, în „Revista de istorie a Moldovei“, Chișinău, 2009, nr. 4, p. 77–84.
92. Un litigiu funciar dintre Ioan Manuc Bei și Socrat Tomuleț referitor la moșiile Lăpușna și Spărieți, în ,,Maluri de Prut“, Huși, ianuarie 2010, nr. 4, p. 5–6.
93. Vladimir Bodescu, membru al Sfatului Țării din Basarabia (1868–1941), în ,,Maluri de Prut“, Huși, februarie – martie 2010, nr. 5–6, p. 6–9; Vladimir Bodescu (145 de ani de la naștere), în „Revista de istorie a Moldovei“, Chișinău, 2013, nr. 1, p. 110–115 (revăzut și adăugit).
94. Nobilii basarabeni Dicescu, în „Tyragetia”, Serie nouă, Chișinău, 2010, vol. IV [XIX], nr. 2, p. 25–35; Nobilii basarabeni – Neamul Dicescu, în revista „Agero“ (Stuttgart), http://www.agero-stuttgart. Textul din „Agero“ este reprodus în „Viața Basarabiei“, 2011, nr. 3–4, p. 108–120.
95. Soldatul moldovan, în ,,Revista română de istorie a presei“, Cluj-Napoca, 2010, nr. 1 (7), p. 40–46.
96. Aspecte ale vieții și activității lui Pantelimon Halippa până în anul 1918, în „Elanul“, Revistă de cultură editată de Asociația Culturală Academia Rurală Elanul și Școala Mihai Ioan Botez din Giurcani, comuna Găgești, județul Vaslui, iunie 2010, nr. 100, p. 28–30.
97. Persecutarea unor polonezi din județul Hotin după insurecția poloneză din 1863, în ,,Analecta catholica“, Chișinău, 2010, vol. IV, p. 225–234.
98. Secvențe din istoria Bisericii romano-catolice din Chișinău, în ,,Analecta catholica“, Chișinău, 2010, vol. IV, p. 351–356.
99. Aspecte demografice referitoare la țiganii din Basarabia (secolul al XIX-lea – începutul secolului al XX-lea), în „Interstitio. East European Review of Historical and Cultural Anthropologi“, Chișinău, 2010, volume II, number 2 (4), p. 51–83.
100. Date inedite din biografia lui Constantin Stere, în „Anuarul Muzeului Literaturii Române Iași“, Iași, Editura Junimea, 2010, p. 38–59.
101. Protestul consulului român de la Ismail vizavi de sărbătorirea centenarului anexării Basarabiei la Imperiul Rus, în „Românii din afara granițelor țării. Istorie, cultură, civilizație“, Iași, Casa Editorială Demiurg, 2010, p. 78–79. Idem, în „Dacoromânia“, 2012, nr. 58, p. 41–42.
102. Dinamica populației urbane a Basarabiei (1850 – începutul secolului al XX-lea), în „Revista de istorie a Moldovei“, Chișinău, 2010, nr. 1, p. 83–101.
103. Exodul populației României în Rusia în timpul Primului Război Mondial, în „Confluențe identitare și realități demografice la est de Carpați în secolele XIX-XX“. Volum coordonat de Cătălin Turliuc și Dumitru Ivănescu, Iași, Editura Junimea, 2010, p. 59–87.
104. Ion Nistor la Chișinău (1918), în „Glasul Bucovinei“, 2010, nr. 4, p. 40–53.
105. Pledarea nobilimii basarabene pentru studierea limbii române în instituțiile de învățământ din provincie, în „Tyragetia“, Serie nouă, 2011, vol. V [XX], nr. 2, p. 235–244; Idem, în „Nobilimea basarabeană în epoca reformelor din Imperiul Rus“, Chișinău, 2013, p. 90–94.
106. Arhimandritul Augustin Bragă, în „Chronos. Revistă de istorie“, Iași, 2011, nr. 1–2 (16–17), p. 30–31.
107. Aspecte ale activității politice a lui Vasile Lașcu (Lașcov) în anii 1917–1918, în „Promemoria. Revista Institutului de Istorie Socială“, Chișinău, 2011, vol. I, nr. 1–2, p. 278–280.
108. Revendicarea dreptului la limba română, în 1814, de către opoziția boierească basarabeană, în „Românii din afara granițelor țării. România – Moldova – Ucraina – împreună spre Europa“, Iași, Editura Junimea, 2011, p. 183–195.
109. Cogălnicenii și Basarabia, în „Anuarul Muzeului Literaturii Române Iași“, Iași, Editura Junimea, 2011, p. 91–98.
110. De la Războiul nordic la Războiul ruso-otoman din 1711, în „History & Politics“, Chișinău, 2011, nr. 2, p. 6–14.
111. Manifestări naționale ale polonezilor din Chișinău în anii 1917–1918, în ,,Analecta catholica“, Chișinău, 2012, vol. V–VI, p. 389–398.
112. Eliminarea, în 1828, a limbii române din sistemul administrativ al Basarabiei, în „Limba română“, Chișinău, 2012, nr. 5–6, p. 81–89.
113. Populația Basarabiei în perioada țaristă, în „Historia“, București, nr. 125, mai 2012, p. 42–45.
114. Presa rusă de la Chișinău despre presa locală în limba română (începutul secolului al XX-lea), în „Mass-media: între document și interpretare. Studii și cercetări de istorie a presei. Congresul Internațional de Istorie a Presei. Chișinău, 27–28 aprilie 2012“, Chișinău, 2012, p. 217–226.
115. Un studiu al lui Nicolae Iorga despre Basarabia mai puțin cunoscut, în „In honorem Alexandru Moșanu. Studii de istorie medievală, modernă și contemporană a românilor“, Cluj-Napoca, Editura Academia Română. Centrul de Studii Transilvane Presa Universitară Clujeană, 2012, p. 289–304.
116. Biserica Sf. Teodor Tiron din Chișinău, în „Identitățile Chișinăului“. Materialele conferinței, 12–13 septembrie 2011, Chișinău, Chișinău, Editura Pontos, 2012, p. 119–145.
117. File din istoria bisericii grecești Sf. Pantelimon din Chișinău, în „Identitățile Chișinăului“. Materialele conferinței, 12–13 septembrie 2011, Chișinău, Editura Pontos, 2012, p. 161–168.
118. Un militant de vază al mișcării de eliberare națională din Basarabia: Vasile Țanțu (130 de ani de la naștere și 75 de ani de la moarte), în „Revista de istorie a Moldovei“, Chișinău, 2012, nr. 1, p. 97–102.
119. Ispravnici alogeni în primii ani după anexarea Basarabiei, în „Tyragetia“, Serie nouă, 2012, vol. VI [XXI], nr. 2, p. 121–128.
120. Dinastia de preoți Lașcu (Lașcov), în „Promemoria. Revista Institutului de Istorie Socială“, Chișinău, 2012, vol. II, nr. 3, p. 273–277.
121. Dinamica populației Basarabiei în perioada țaristă, în „Anuarul Institutului de Istorie, Stat și Drept. 2011“, Chișinău, 2012, p. 116–135.
122. Instrucțiunea imperială cu privire la organizarea administrativă a Basarabiei din 1816, în „Revista de istorie a Moldovei“, Chișinău, 2012, nr. 3, p. 92–106.
123. Regulamentul privind organizarea regiunii Basarabia din 1818 și eșuarea aplicării lui, în „Tratatul de pace de la București din 1812. 200 de ani de la anexarea Basarabiei de către Imperiul Rus“, Materialele conferinței internaționale, Chișinău, 26–28 aprilie 2012, Chișinău, Editura Pontos, 2012, p. 83–96.
124. Sub regimul lui I.M. Harting, în „Marea Neagră în contextul ascensiunii Marilor Puteri Europene (secolele XIX–XX)“, Constanța, Editura Muzeului Marinei Române, 2012, p. 33–92.
125. Licitație de carte la Iași, în 1809, în „Anuarul Muzeului Literaturii Române Iași“, Iași, Editura Junimea, 2012, p. 38–46.
126. Registre parohiale de stare civilă, introduse în Principatul Moldovei și Țara Românească în timpul războiului ruso-turc (1806–1812), în „Historia“, București, nr. 132, ianuarie 2013, p. 40–43.
127. De teama represaliilor otomane, 40.000 de oameni din Principatul Moldovei se refugiază în Basarabia, în „Historia“, București, nr. 133, februarie 2013, p. 32–38.
128. Primele atestări documentare ale localităților Balatina, Cernoleuca, Cigârleni, Fălești, Răzeni și Țăhnăuți, în „Revista de istorie a Moldovei“, Chișinău, 2013, nr. 2, p. 101–123.
129. Limba română în sfera învățământului din Basarabia, în „Limba română“, Chișinău, 2013, nr. 1–4, p. 219–232; nr. 7–8, p. 148–156; nr. 9–12, p. 229–242.
130. Mișcarea naturală a populației Basarabiei în perioada țaristă, în „Revista de istorie a Moldovei“, Chișinău, 2013, nr. 4, p. 7–34.
131. Deschiderea Consulatului Franței la Chișinău în 1917, în ,,Analecta catholica“, Chișinău, 2013, vol. VII–VIII, p. 397–406.
132. Neamul Străjescu din Basarabia, în „Anuarul Institutului de Istorie, Stat și Drept. 2012“, Chișinău, 2013, p. 179–187.
133. Completări și precizări biografice referitoare la Ioan Pelivan, în „Tyragetia“, Serie nouă, Chișinău, 2013, vol. VII [XXII], nr. 2, p. 203–213.
134. Din activitatea episcopului Nicodim Munteanu ca locțiitor de arhiepiscop al Eparhiei Chișinăului și Hotinului (1918–1919), în „Biserica Ortodoxă din interfluviul pruto-nistrean (1813–2013)“, Chișinău, 2013, p. 142–146.
135. Moșierii Țanco-Chilcic, în „България: метрополия и диаспора“, Chișinău, S.Ș.B., 2013, p. 131–136.
136. Introducerea instituției nobiliare în Basarabia, în „Nobilimea basarabeană în epoca reformelor din Imperiul Rus“, Chișinău, 2013, p. 64–75.
137. Neamul Cotruță din Minceni, în „Nobilimea basarabeană în epoca reformelor din Imperiul Rus“, Chișinău, 2013, p. 195–209.
138. Totuși, în care casă din Chișinău a locuit Gherman Pântea, în „Cohorta. Revistă de istorie militară“, Chișinău, 2013, nr. 2, p. 62–64.
139. Neamul de nobili Demi din Basarabia, în „Studii de arhondologie și genealogie“, Chișinău, 2013, I, p. 112–118.
140. Bulgarii din Bașcalia, în „Бесарабские българи: история, култура и език“, Кишинев, 2014, p. 115–119.
141. Mareșalul Alexandru Averescu, în „Revista militară“ (Chișinău), 2014, nr. 1, p. 158–160.
142. Primele atestări documentare ale localităților Calfa, Cernoleuca, Horești, Rujnița, Târnova din părțile Sorocii, Tomeștii Vechi și Zgurița, în „Revista de istorie a Moldovei“, Chișinău, 2014, nr. 1, p. 104–112.
143. Recensământul populației Basarabiei din 1824, în „Tyragetia“, Serie nouă, Chișinău, 2014, vol. VIII [XXIII], nr. 2, p. 97–102.
144. Contactele între românii de pe ambele maluri ale Prutului în perioada țaristă, în „Basarabia – 1812. Problemă națională, implicații internaționale. Materialele Conferinței Științifice Internaționale 14–16 mai 2012, Chișinău-Iași“, București, Editura Academiei Române, 2014, p. 589–630.
145. Știința de carte în mediul românesc basarabean, în „Enciclopedica. Revistă de istorie a științei și studii enciclopedice“, Chișinău, 2014, nr. 1–2, 28–34.
146. Manipulările recensământului țarist din 1897, din Basarabia, în „Magazin istoric“, București, 2014, nr. 4, p. 10–14.
147. Grigore Constantinescu și Nicolae Florov: colaboratori ai ziarului Basarabia, în „Anuarul Institutului de Istorie, Stat și Drept. 2013“, Chișinău, 2014, p. 202–211.
148. Acțiuni de luptă pe teritoriul Basarabiei în decursul Primului Război Mondial, în „Revista de istorie a Moldovei“, Chișinău, 2014, nr. 3, p. 84–99.
149. Asistența acordată frontului rusesc de către Biserica din Basarabia pe parcursul Primului Război Mondial, în „Primului Război Mondial și Basarabia (1914–1918)“, Chișinău, 2015, p. 140–150.
150. Alboteștii basarabeni, în „Studii de arhondologie și genealogie“, Chișinău, 2014, II, p. 227–230.
151. Descendenții biv vel căpitanului Stoian Solomon, în „Anuarul Institutului de Istorie. 2014“, Chișinău, 2015, p. 174–183.
152. O biserică dispărută din Chișinău: Sf. Arhangheli Mihail și Gavriil, în „Identitățile Chișinăului“. Ediția a doua, Chișinău, Editura Arc, 2015, p. 188–206.
153. Două secvențe din istoria statuii lui Ștefan cel Mare și Sfânt din Chișinău, în „Identitățile Chișinăului“. Ediția a doua, Chișinău, Editura Arc, 2015, p. 291–293.
154. Informații istorice referitoare la trei clădiri din Chișinău: Spitalul de Copii, Direcția Căilor Ferate și casa lui Șvarțman, în „Identitățile Chișinăului“. Ediția a doua, Chișinău, Editura Arc, 2015, p. 297–304.
155. Ctitorul Constantin Namesnic, în „Identitățile Chișinăului“. Ediția a doua, Chișinău, Editura Arc, 2015, p. 305–307.
156. Acte banditești comise de militarii ruși în Basarabia (1917–începutul anului 1918), în „Primul Război Mondial: perspectivă istorică și istoriografică. The First World War: in historical and historiographical perspective“. Coordonatori: Ioan Bolovan, Gheorghe Cojocaru, Oana Mihaela Tămaș, Cluj-Napoca, Editura Academia Română. Centrul de Studii Transilvane; Presa Universitară Clujeană, 2015, p. 389–400.
157. Demersurile șleahticilor polonezi stabiliți în Basarabia în vederea recunoașterii titlului de nobil rus, în ,,Analecta catholica“, Chișinău, 2015, vol. IX–X, p. 361–370.
158. Ramura basarabeană a neamului de nobili polonezi Brzozowski, în ,,Analecta catholica“, Chișinău, 2015, vol. IX–X, p. 401–406.
159. Ioan Halippa, cercetător pasionat al istoriei Basarabiei, în „Tyragetia“, Serie nouă, Chișinău, 2015, vol. IX [XXIV], nr. 2, p. 143–154.
160. Bombardamente aeriene asupra Basarabiei în Primul Război Mondial, în „Revista militară“, Chișinău, 2015, nr. 2 (14), p. 126–128.
161. Coloniștii transdanubieni din Basarabia în prima jumătate a secolului al XIX-lea, în „Revista de etnologie și culturologie“, Chișinău, 2015, volumul XVII, p. 65–71.
162. Vornicul Vasile Pogor și Basarabia, în „Anuarul Muzeului Național al Literaturii Române Iași“, Iași, Editura Muzeelor Literare, 2015, p. 21–39.
163. Hotarele raialei Bender, în „Revista de istorie a Moldovei“, Chișinău, 2015, nr. 2, p. 123–131.
164. Incursiunea din 1915 a austro-ungarilor în județul Hotin, în „Cohorta. Revistă de istorie militară“, Chișinău, 2015, nr. 2, p. 60–64.
165. Neamul Donică-Iordăchescu. Ramura vel căpitanului Macarie, în „Studii de arhondologie și genealogie“, Chișinău, 2015, III, p. 111–119.
166. Școli parohiale în Basarabia la 1862, în „Revista de istorie a Moldovei“, Chișinău, 2015, nr. 4, p. 127–139.
167. Crâmpeie din istoria bisericii Sf. Gheorghe din Chișinău, în „Relații moldo-bulgare: istorie și cultură“, Chișinău, 2016, p. 135–144.
168. Aportul lui George Tofan la naționalizarea învățământului din Basarabia, în ,,Analele Bucovinei“, Rădăuți, anul XXIII, 2016, nr. 1 (46), p. 65–78.
169. Visterniceni. Din istoria localității și a bisericii Sf. Împărați Constantin și Elena, în „Identitățile Chișinăului“. Ediția a treia, Chișinău, Editura Arc, 2016, p. 174–199.
170. Proprietățile funciare ale părinților lui Constantin Stere, în „Constantin Stere – prozator, publicist, jurist și om politic. 150 de ani de la naștere“, Iași, Editura Vasiliana ‘98, 2016, p. 226–234.
171. Un luptător pentru cauza românească în Basarabia: Vasile Cijevschi (85 de ani de la moarte), în „Anuarul Institutului de Istorie. 2015“, Chișinău, 2016, p. 218–222.
172. Boris Iepure, prim-secretar al Sfatului Țării (1917–1918). Schiță de portret, în „Revista de istorie a Moldovei“, Chișinău, 2016, nr. 3, p. 144–146.
173. Eliferie Mihalevici, un basarabean din secolul al XIX-lea cunoscător al istoriei românilor, în „Orizonturi medievale și moderne în istoria românilor. Economie, societate, politică, cultură, istoria științei“, În onoarea profesorului Demir Dragnev, Chișinău, 2016, p. 584–591.
174. Incidentul de la Leova din decembrie 1917, în „100 de ani de la deschiderea Frontului Românesc în Primul Război Mondial (1916–2016)“. Culegere de studii. Ediție îngrijită de Gheorghe Vartic, București, Editura Militară, 2017, p. 178–200.
175. Presa chișinăueană despre evenimentele din Bucovina din toamna anului 1918, în ,,Analele Bucovinei“, Rădăuți, anul XXIV, 2017, nr. 1 (48), p. 151–165.
176. Alexandru Cerga, un istoric al bisericilor basarabene, în „Revista de istorie a Moldovei“, Chișinău, aprilie-iunie 2017, nr. 2 (110), p. 148–149.
177. Autonomia Basarabiei revendicată în martie–iulie 1917, în „Anuarul Institutului de Istorie. 2016“, Chișinău, 2017, p. 239–254.
178. Dispariția unei lăzi cu tablouri de Nicolae Grigorescu, Edmond Aman-Jean și Gogu Iliescu, în ianuarie 1918, în „Memorie istorică și spiritualitate românească. Iași-Cahul-Ismail-Odesa“, Lucrările Simpozionului Internațional desfășurat la Iași, Cahul, Ismail și Odesa, 25–27 octombrie 2017, Iași, Editura Studis, 2017, p. 222–224.
179. Situația agrară a Basarabiei în toamna anului 1916, în „Centenar Sfatul Țării. 1917–2017. Materialele Conferinței Științifice Internaționale, Chișinău, 21 noiembrie 2017“, Chișinău, 2017, p. 340–351.
180. Atunci când Unirea nu se întrevedea. Basarabia în anul 1917, în „Historia special“, București, anul VII, nr. 22, martie 2018, p. 14–29.
181. Evenimentele social-politice din Basarabia (martie-aprilie 1917), în „De la imperiu la regat. Românii basarabeni și Marele Imperiu“. Gheorghe Negustor, Mircea-Cristian Ghenghea (editori), Cluj-Napoca, Editura Mega, 2018, p. 75–129.
182. Biografii ale deputaților Sfatului Țării, în ,,Destin românesc“, Chișinău, Anul XIII (XXIV), Serie nouă, 2018, nr. 1–2, p. 83–111.
183. Biserica Sfântul Proroc Ilie din Chișinău, în „Identitățile Chișinăului“. Ediția a IV-a, Chișinău, Editura Arc, 2018, p. 219–239.
184. O monografie amplă despre nobilimea Basarabiei, în „Revista de istorie a Moldovei“, Chișinău, octombrie-decembrie 2018, nr. 4 (116), p. 138–147.
185. Congresul Militarilor Moldoveni reflectat în paginile gazetei „Soldatul moldovan“, în „Cohorta“, Chișinău, 2018, nr. 2, p. 63–74.
186. Basarabia; Adamovici, Eugen; Alexandri, Nicolae; Andronachi, Gheorghe; Baltaga, Alexandru; Bogos, Dumitru; Bogos, Vladimir/Vlad; Bosie-Codreanu, Nicolae; Brăescu, Constantin; Cazacliu, Grigore; Cazacu, Petre; Cernei, Nicolae; Codreanu, Ion; „Cuvânt moldovenesc“; Dudkiewicz, Felix; Fală, Porfirie; Grosu, Gheorghe; Hartia, Vasile; Iepure/Epure, Boris; Ioncu, Teofil; Jalbă, Toma; Lașcu/Lașcov, Vasile; Minciună, Mihail; Murafa, Andrei; Murafa, Simion; Năstase/Nastas, Gheorghe; Niță, Sergiu; Scobiola/Scobioală, Andrei; Secară, Vasile; Sinicliu, Elefterie; Spinei, Chiril; Stârcea, Gheorghe; Tudor/Tudorov, Gheorghe; Turcuman, Grigore; Țanțu, Vasile; Ziarul „Sfatul Țării“; Ziarul „Soldatul moldovan“; în „O enciclopedie a Marii Uniri“. Coordonatori Ioan Bolovan, Gheorghe Iacob, Gheorghe Cojocaru, București, Institutul Cultural Român, 2018, p. 13–18, 50–52, 54–55, 60–64, 72–75, 81–82, 91–93, 95, 99–100, 105–106, 110, 114–117, 120–125, 126–127, 135–136, 137–140, 145–149, 155–157.
187. Zona dunăreană a Basarabiei în anii Primului Război Mondial, în „Marea Unire de la Marea Neagră: Constanța, 2018. Volum omagial dedicat Centenarului Marii Uniri a Românilor și împlinirii a 140 de ani de la Unirea Dobrogei cu România“. Coordonator Sorin Marcel Colesniuc, Constanța, Editura Celebris, 2018, p. 617–631.
188. Evoluția social-politică a Basarabiei și unirea ei cu România (1917–27 martie/9 aprilie 1918), în ,,Analele Bucovinei“, Rădăuți, anul XXV, 2018, nr. 1 (50), p. 5–21.
189. Rechiziționarea automobilelor în Basarabia în 1915, în „Anuarul Institutului de Istorie. 2017“, Chișinău, 2018, p. 204–218.
190. Reuniunea de la Chișinău a parlamentarilor de pe ambele maluri ale Prutului (30 septembrie 1918), în „Centenarul Marii Uniri a românilor: istorie și perspective. Basarabia, 27 martie 1918“, Iași, Editura PIM, 2018, p. 71–76; Idem, în „Identitățile Chișinăului“. Ediția a V-a: Orașul interbelic, Chișinău, Editura Arc, 2020, p. 269–271.
191. Un studiu impresionant despre șederea regelui suedez Carol al XII-lea în preajma cetății Bender, în: Robert R. Denndorf, „Refugiul regelui suedez Carol al XII-lea (1709–1714) în Imperiul Otoman. Calabalâcul de la Varnița“, Chișinău, Lexon Prim, 2019, p. 6–14.
192. Îndemnul la unitate națională a românilor publicat în paginile presei ruse din Basarabia, în „Revista de istorie a Moldovei“, Chișinău, ianuarie-iunie 2019, nr. 1–2 (117–118), p. 86–89.
193. Tatăl actriței Stela Popescu, în gulagul sovietic, în „Historia“, București, anul XIX, nr. 208, mai 2019, p. 36–38.
194. Cahul, în „România Mare votează. Alegerile parlamentare din 1919 „la firul ierbii“, Coordonatori: Bogdan Murgescu, Andrei Florin Sora, Iași, Editura Polirom, 2019, p. 61–66.
195. Cetatea Albă, în „România Mare votează. Alegerile parlamentare din 1919 „la firul ierbii“, Coordonatori: Bogdan Murgescu, Andrei Florin Sora, Iași, Editura Polirom, 2019, p. 67–72.
196. Revendicarea drepturilor naționale de către militarii basarabeni de pe Frontul Românesc, în „Istorii ale Marelui Război și ale Unirii de la 1918“, Volum al Congresului Național al Istoricilor Români, Iași, 29 august – 1 septembrie 2018, Coordonatori: Victor Spinei, Gheorghe Iacob, Ionuț Nistor, Iași, Editura Universității „Alexandru Ion Cuza“ din Iași, 2019, p. 345–355.
197. Ruperea frontului austro-ungar în iunie 1916. Reflecții în presa din Chișinău, în „Analele Bucovinei“, anul XXVI, 2019, nr. 1 (52), p. 63–68.
198. Prima atestare documentară a satului Ciuciuleni, în „Historia est Magistra Vitae. Civilizație, valori, paradigme, personalități. In honorem profesor Ion Eremia“, Chișinău, 2019, p. 32–40.
199. Chișinăul în timpul evenimentelor social-politice din 1917, în „Identitățile Chișinăului“. Ediția a V-a: Orașul interbelic, Chișinău, Editura Arc, 2020, p. 9–28.
200. România și Basarabia (ianuarie-martie 1918): relații economice și culturale, în ,,Destin românesc“, Chișinău, Anul XV (XXVI), Serie nouă, 2020, nr. 3–4, p. 73–81.
1. ↑  Czech National Authority Database, accesat în 8 iunie 2022